# Šavrane
Šavrane (cyr. Шавране) – wieś w Serbii, w okręgu rasińskim, w mieście Kruševac. W 2011 roku liczyła 657 mieszkańców.